# Ре (остров)
Ре (Иль-де-Ре, фр. Île de Ré) — остров в Атлантическом океане.
Находится у западного побережья Франции, в северной части пролива Антиош, в непосредственной близости от города Ла-Рошель. В 2006 году на острове проживало 17 640 человек. Крупнейший населённый пункт — Сент-Мари-де-Ре. Остров имеет размеры 30 км в длину и 5 км в ширину. Площадь — примерно 85 км². Это популярное место во Франции для туристических поездок в течение летних месяцев. Остров соединён с материком мостом Иль-де-Ре длиной 2926,5 м. Мост был введен в эксплуатацию 19 мая 1988 года.

## История
Острова были заселены уже в римское время. В раннем Средневековье на острове уже имелся христианский монастырь, куда удалился в 745 году Гунальд I, герцог Аквитании.
Когда местная правительница Алиенора Аквитанская в 1154 году вышла замуж за короля Англии, остров стал собственностью английской короны. В 1243 году королю Франции Людовику IX удалось вернуть остров. Однако в 1360 году по мирному договору в Бретиньи остров на следующие десять лет снова стал английским.
В 1625 году, в ходе очередного столкновения между католиками и французскими протестантами-гугенотами, один из вождей протестантов, Бенжамин де Роган, герцог Субиз, младший брат герцога Рогана, поднял восстание против короля Людовика XIII и захватил остров Ре, а также соседний остров Олерон. На острове Ре Субиз пленил несколько сотен солдат и матросов короля, и, превратив остров в свою базу, отправился оттуда во главе флота к гавани Блаве (современный Порт-Луи), где одержал крупную победу над королевским флотом. Таким образом, флот протестантов стал контролировать значительную часть атлантического побережья Франции, а герцог Субиз стал называть себя «Адмиралом протестантской церкви». Однако вскоре в том же 1625 году остров был занят королевскими войсками герцога де Гиза.
Когда в следующие годы восстание протестантов перекинулось на соседний портовый город Ла-Рошель, то в ходе осады Ла-Рошели, описанной, в частности, в романе «Три мушкетёра», герцог Бекингем попытался высадить английский десант на острове Ре, чтобы поддержать французских протестантов, однако это ему не удалось.
В конце XVII века остров был укреплён выдающимся военным инженером маршалом Вобаном. В XIX веке к этим укреплениям добавился форт Баярд, построенный в проливе между островом и материком, и ставший впоследствии известным благодаря телевидению. В ходе Второй мировой войны оккупировавшие Францию немцы вырыли на острове укрепления для защиты от англичан, некоторые из которых сохранились до настоящего времени.

## Климатические условия

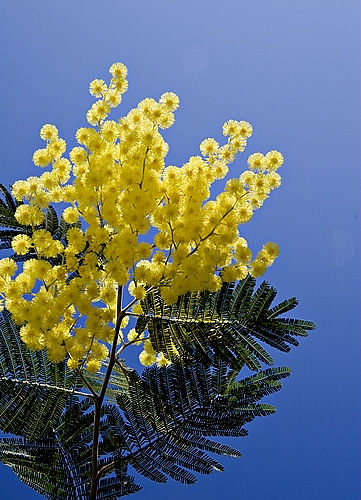
В мягком климате острова Ре мимозы могут цвести в феврале

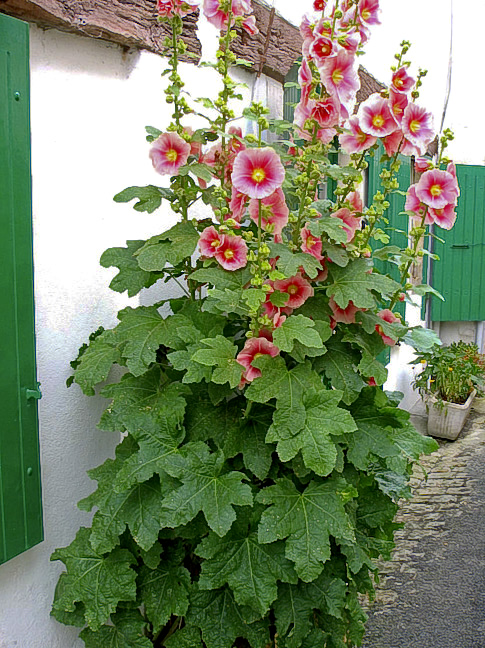
Переулок со штокрозами

Климат на острове достаточно мягкий, благодаря географическому положению острова и теплому морскому течению Гольфстрим. Солнечное время на острове составляет примерно 2300 часов в год, что немногим менее юго-восточных районов Франции и острова Корсика. Но осенью и зимой очень много осадков. Такие характеристики объясняются тем фактом, что рельефность на острове практически отсутствует. Летом жара смягчается близостью моря. Зимы на острове достаточно теплые, а снег выпадает очень редко.
Между тем, в истории метеорологических наблюдений острова Ре зафиксировано несколько аномальных похолоданий. В 1606 году на острове была зафиксирована необычайно холодная зима. По словам летописцев, «проток де Луа и залив Д’Арс были настолько охвачены морозом, что можно было свободно передвигаться по льду». Аналогичные аномалии происходили в 1890 и в 1891 году.

## Флора и фауна на острове

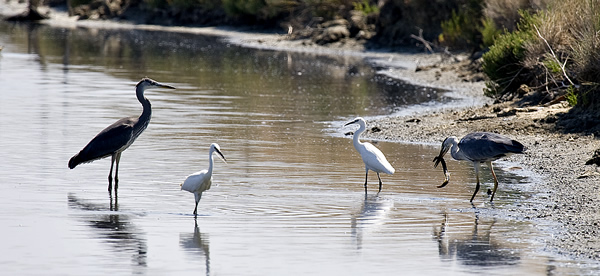
Серые и белые цапли на болотах острова Ре

На севере острова находится природный заповедник Lilleau-des-Niges. Сюда ежегодно прилетают десятки тысяч перелетных птиц (зимой — казарки и утки, весной — варакушки и крачки), а также пеганки, белые цапли…
В нескольких километрах оттуда располагаются государственные леса Trousse-Chemise, Lizay, Combe-à-L’eau и Bois Henri IV, окруженные пляжами и дюнами. Их флора типична для срединных дюн (льнянка, разные травянистые растения на пляжах). В подлеске приморских сосен и каменных дубов скрыты растения, характерные для лесов и пустошей южного средиземноморья.
На соляных разработках, расположенных на острове немного в стороне, за La Couarde, Loix и Ars-en-Ré, представлена соответствующая болотам флора: солерос, кермек или морская лаванда, горчица чёрная (Brassica nigra).
В 1994 году был опубликован полный перечень уникальных растений острова Ре (см. Литература). На острове можно встретить несколько редких растений, среди которых знаменитый ладанник мохнатый (Cistus hirsutus = C. psilosepalus), растущий в лесах Trousse Chemise.

## Административное деление
Остров входит в департамент Приморская Шаранта, в состав округа Ла-Рошель и разделён на два кантона: Арс-ан-Ре (западная часть) и Сен-Мартен-де-Ре (восточная часть).

### Коммуны
Арс-ан-Ре:
- Арс-ан-Ре — население 1312 чел.

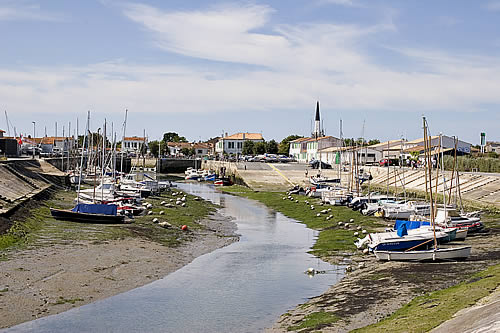
Арс-ан-ре

- Ла-Куард-сюр-Мер — население 1231 чел.
- Ле-Порт-ан-Ре — население 647 чел.
- Луа — население 703 чел.
- Сен-Клеман-де-Бален — население 726 чел.

Сен-Мартен-де-Ре:
- Ла-Флот — население 2907 чел.
- Ле-Буа-Плаж-ан-Ре — население 2293 чел.
- Ривду-Плаж — население 2197 чел.
- Сент-Мари-де-Ре — население 3027 чел.
- Сен-Мартен-де-Ре — население 2597 чел.

## Культура и искусство

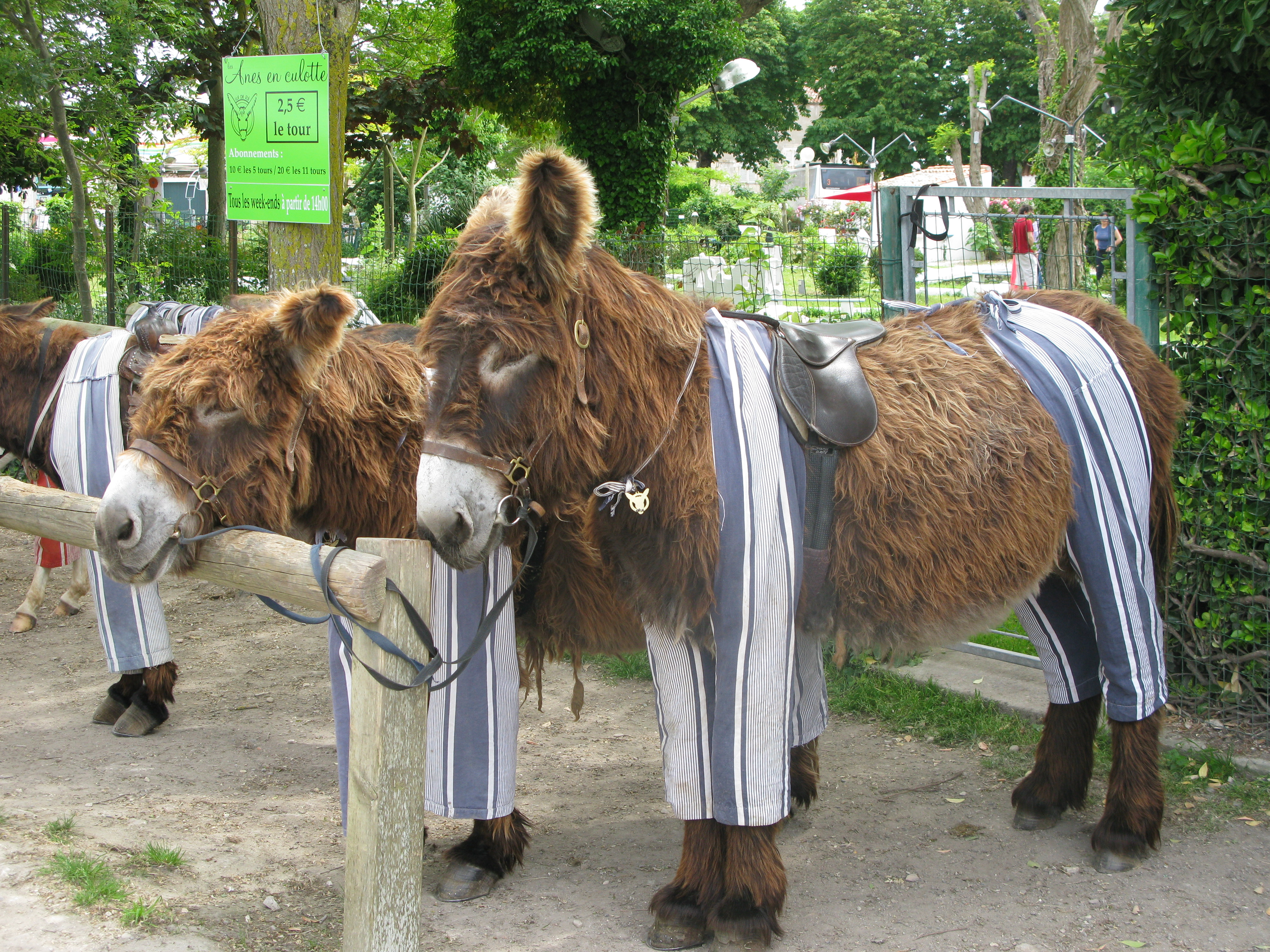
Ослы в штанах в парке Барбет в Сен-Мартен-де-Ре

Остров имеет богатую культуру. Особенность и символ острова — осёл, одетый в своеобразные штаны. Такой костюм нужен для того, чтобы осла не кусали комары на болотах.

### Памятники и культурное наследство

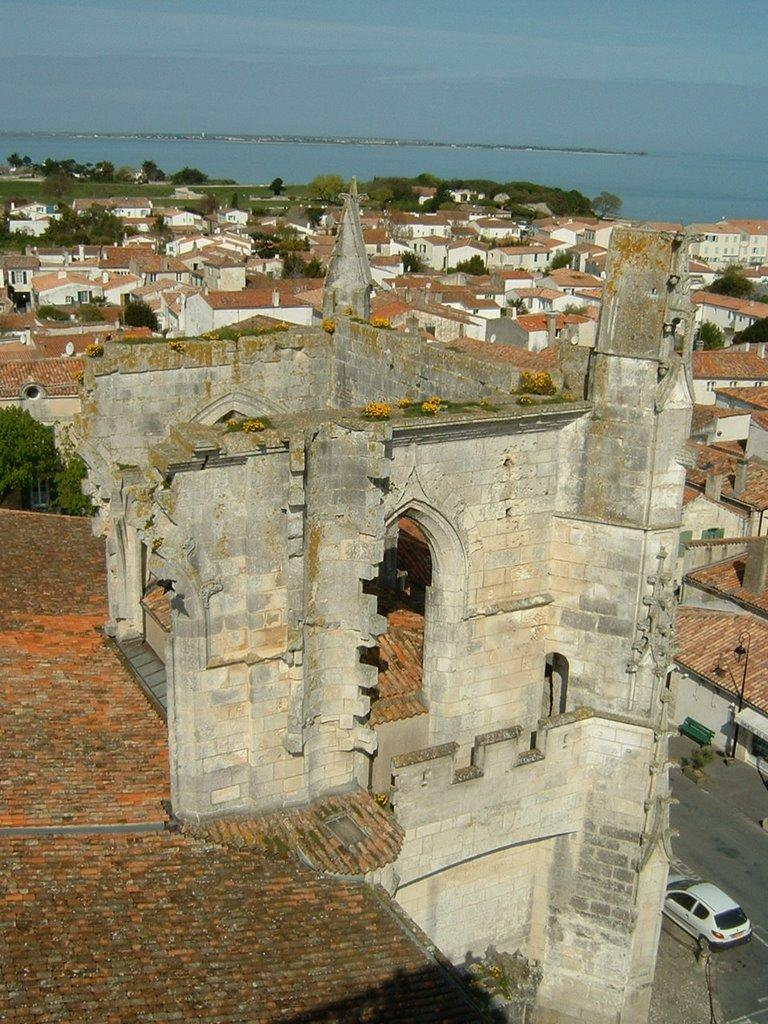
Развалины колокольни церкви Сент-Мартена

На острове Ре находится множество значительных исторических памятников. Больше всего туристов привлекает маяк Бален, сооруженный в 1853 году, на западном краю острова. Высота маяка 57 метров, а видимость достигает 39 километров. Возле нового маяка расположен старый, менее высокий маяк, построенный во времена Вобана в 1682 году. На острове есть и другие монументы Вобана, в Сен-Мартен-де-Ре, внесенном в Список Всемирного наследия ЮНЕСКО, крепостные укрепления и два портала цитадели, возведенные для защиты от англичан, больница, множество караульных помещений, пороховой склад; в Ла-Флоте находятся укрепления, названные Форт де Ла При, (перестроенные Вобаном) датируемые 1625 годом, а также два редута, один в Ривду-Плаж, другой — в Арс-ан-Ре.
Один из наиболее значимых памятников гражданской архитектуры острова — Отель де Клержо — располагается в Сен-Мартен-де-Ре. Это здание было построено в XV веке, и сейчас в нём находится Музей Эрнеста Коньяк. В городе имеется множество красивых старинных домов, которые уже присутствовали на рельефном плане эпохи Людовика XIV.
Среди церковных памятников — церковь XV века Сен-Этьенн в Арс-ан-Ре, башня которой некогда была створовым ориентиром для рыболовов. Также можно отметить церковь в готическом стиле Сен-Мартен в Сен-Мартен-де-Ре. Её разорили во время французских религиозных войн и затем частично восстановили. Церковь Святой Марии сохранила свою башню XV века. И, наконец, возле Ла Флот находятся величественные руины цистерцианского аббатства, построенного в XII веке. Остальные часовни и церкви острова Ре имеют типовую постройку. Можно отметить красивый входной портал церкви в Ла Флоте.
Приятные и живописные улицы и переулки с малоэтажной застройкой очень характерны для острова Ре.
Культурное наследие представлено в экспозиции музея Дом Платин в Ла Флоте (макеты кораблей, костюмы).

### Предания
В островном фольклоре имеются интересные легенды. Одна легенда гласит, что остров Ре появился вследствие мощных подземных толчков, поглотивших романский городок «Antioche» (Отсюда понятно происхождение названия «пролив Антиош»), после которых уцелели только острова Ре и Олерон. Также говорят, что развалины этого мифического города видны только в хорошую погоду. Это только легенда, однако в 1809 году у мыса Канкардон потерпело кораблекрушение судно, и капитан корабля видел «мощеные известковыми плитками поверхности, которые показались ему остатками романских построек». Кроме этого, французский географ Элизе Реклю в своем известном труде «Земля и люди. Всеобщая география» поместил город Антиош рядом с Канкардоном. Но, согласно поговорке, «Когда Антиош появится снова, Ре исчезнет».
Другая легенда, которая противоречит первой, гласит, что древнеегипетские мореплаватели, направленные Рамзесом II в кругосветное путешествие, якобы сели на мель возле Martray (в районе современного города Арс на острове) и построили там небольшую пирамиду.

### Маленький поезд

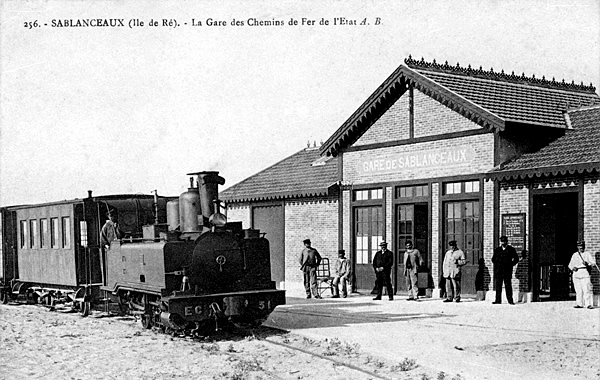
Поезд у вокзала Саблансо

Процессы технической модернизации, проходившие в конце XIX века во Франции и во всей Европе, привели к появлению множества железнодорожных поездов. Поезд на острове появился в 1877 году для перевозки грузов и продукции виноделия; в 1898 году, линию торжественно открыли и для пассажиров. Линия соединяла все коммуны, но не проходила через сами поселки; вокзал де Луа размещался в 4 километрах от поселка. Названный «пригородным поездом» и ведомый локомотивом Corpet-Louvet по узкоколейному пути, этот поезд был очень медленным, постоянно опаздывавшим, шумным и иногда сходил с рельсов.
Тем не менее в те времена поезд был очень популярен и являлся одним из символом острова. После того как в 1934 году на острове Ре появились автобусы и такси, со следующего года поезд перестал курсировать по острову. Во время Второй мировой войны немецкая строительная Организация Тодта возобновила рейсы поезда. После войны, вследствие нехватки горючего, поезд выжил, и вскоре его переделали в автомотрису. Однако его существование было недолгим, и вскоре железнодорожную сеть разобрали. Большая часть современных велосипедных дорожек острова проложена как раз на месте бывших железнодорожных путей.
В наши дни остались некоторые части железнодорожной сети: вокзал Арс возле порта, локомотивное депо, часть путей возле порта Сент-Мартен.